# Maurice de Guérin
Pour les articles homonymes, voir Maurice Guérin et Guérin.
Georges-Pierre Maurice de Guérin, né à Andillac au château du Cayla dans le Tarn, le 4 août 1810, et mort le 19 juillet 1839, est un poète et écrivain français. Sa sœur aînée était Eugénie de Guérin, avec qui il eut une importante correspondance. Selon Paul Bénichou, « le génie de Guérin s’est découvert à mesure que le Dieu chrétien s’absentait de son œuvre ».

## Éléments biographiques
Contemporain de Lamartine, Victor Hugo, Pétrus Borel, Aloysius Bertrand et de Jules Barbey d'Aurevilly, dont il fut l'ami, Maurice de Guérin est l'auteur du Centaure, de la Bacchante et de nombreux poèmes qui se situent dans l'histoire littéraire à la charnière du romantisme religieux de Chateaubriand et de la « modernité poétique » de Baudelaire et Mallarmé. Son journal, Le Cahier Vert, traduit notamment ses interrogations sur sa destinée d'homme et d'écrivain.
On sait très peu de choses sur la courte vie de Maurice de Guérin. Le Centaure révèle de lui sa jeunesse inquiète et ardente, sans refuge contre une errance perpétuelle de l'esprit, sans abri contre « le souffle de la nuit ». Il aurait été amoureux éperdu de la baronne Almaury de Maistre,.
Le 25 novembre 1838, quelques mois avant sa mort, il épouse Caroline de Gervain, une jeune créole de Batavia.
Fort dévote, sa sœur Eugénie (1805-1848) dont il était très proche, écrivit à son intention un Journal qui constitue, avec sa correspondance, un document témoignant de la mentalité et de la vie tarnaises au XIXe siècle.

## Vie posthume
L'hommage posthume qui lui fut rendu par des auteurs tels que Remy de Gourmont, George Sand et Sainte-Beuve atteste la qualité d'une œuvre méconnue, mais qui n'en fut pas moins célébrée pour son romantisme exalté. Marguerite Yourcenar le plaçait dans son panthéon poétique personnel (lettre de Marguerite Yourcenar à Gaston-Louis Marchal du 12 février 1978 : "Lettres à ses amis et quelques autres", Gallimard, 1995).
Rainer Maria Rilke traduit Le Centaure en allemand, tandis que Paul Valéry en fait graver sur sa tombe sétoise une parole[réf. souhaitée].
Un de ses poèmes est cité par François Mauriac en exergue de son roman Le Mystère Frontenac.
L'abbé Arthur Mugnier confie à son journal son admiration pour ce poète.
René Barjavel a placé une citation du poème Glaucus de Maurice de Guérin au début de la quatrième partie (« Le Patriarche ») de son roman Ravage (1943) : « J'étais berger, j'avais plus de mille brebis ».

## Hommage

### Rue
Une rue porte son nom à Dinan, Quimper et Albi.

## Œuvres
- Le Centaure[7] (1840)
- La Bacchante, poème en prose[8] (1861)
- Glaucus[9] (1840)
- Reliquiae, publié par Guillaume-Stanislas Trébutien, avec une étude biographique et littéraire par M. Sainte-Beuve (2 volumes, 1861)
- Journal, lettres et poèmes publiés avec l'assentiment de sa famille par G.-S. Trébutien et précédés d'une notice biographique et littéraire par M. Sainte-Beuve[10] (1862)
- Le Crucifix (1866)
- Lettres à J. Barbey-d'Aurévilly précédées d'une notice par Jules Barbey d'Aurevilly (1908)
- Maurice de Guérin, Collection des plus belles pages, Mercure de France avec un portrait et une notice de Remy de Gourmont (1909)
- Œuvres choisies de Maurice et Eugénie de Guérin, avec une introduction biographique et critique, des notes bibliographiques, par Ernest Gaubert (1910)
- Le Cahier vert, journal intime, 1832-1835, édition revue sur les manuscrits de G.-S. Trébutien et publiée avec des notes et des éclaircissements par Adolphe Van Bever (1921)
- Lettres d'adolescence, introduction de Gilbert Chinard (1929)
- Méditation sur la mort de Marie (1945)
- Œuvres complètes, texte établi et présenté par Bernard d'Harcourt (1947)

## Généalogie
La famille Guérin en Albigeois est originaire d'Auvergne.
- Noble Pierre de Guérin, seigneur de Senthies et de Rhinodes, s'établit en Albigeois vers 1540. Il fit son testament en faveur de Jean, son fils, le 29 mars 1578 et mourut dans son château de Laval la même année. Il avait épousé le 4 mars 1553 Isabeau de Lisle, fille de Raimond de Lisle, seigneur de la Valette, dont il eut entre autres :
- Jean de Guérin, seigneur de Senties, capitaine d'une compagnie de gens à pied qu'il commanda avec succès contre les ennemis du roi, défendit aussi le bourg de Loubers suivant une attestation des jurats de cette ville du 10 avril 1590. Il commanda à Andillac qui étaient ordonnées dès le 25 août 1588, fit son testament le 31 octobre 1603 et mourut dans son château du Cayla. Il avait épousé par contrat le 17 avril 1583 Jeanne de la Peyre, fille d'Antoine de la Peyre, gouverneur du Puy Cely, dont il eut :
- Georges de Guérin, seigneur de Senties et du Cayla. Il fit son testament le 11 novembre 1642, après avoir été marié par son père le 25 août 1613 à Fleurette de Verdun. Il eut au moins trois enfants :

1. Guillaume de Guérin, seigneur du Cayla et de Senties, maintenu dans la noblesse, avec ses frères, par M. de Bezons, intendant du Languedoc, le 26 novembre 1668 ;
2. Jean de Guérin ;
3. Georges de Guérin.

Maurice de Guérin est descendant de cette famille dont la généalogie reste à compléter. 
Le père de Maurice de Guérin s'appelait Joseph de Guérin, marié à Victoire Gertrude Fontanilles. 